# Watertoren (Bilthoven)
De watertoren in Bilthoven is ontworpen door architect H.F. Mertens en werd gebouwd in 1926 - 1927.
De watertoren heeft een hoogte van 42,00 meter en een waterreservoir van 300 m³. De toren staat aan de Burgemeester van der Borchlaan. Mertens ontwierp ook de watertorens in Soest (1931), Stadskanaal (1935) en Oude Pekela (1938). Hij baseerde zich in zijn ontwerp op werk uit 1912 van Michel de Klerk.
De ongebruikte watertoren is momenteel in handen van het waterleidingbedrijf Vitens, dit bedrijf heeft in 2006 de toren gerenoveerd. De toren is sinds 2008 een gemeentelijk monument.
Amersfoort ·
Baarn ·
Bilthoven ·
Breukelen ·
Bunnik ·
Doorn ·
Lopik ·
Maarsbergen ·
Maarssen ·
Meerkerk ·
Mijdrecht ·
Nieuwegein ·
Oudewater ·
Rhenen ·
Soest ·
Soestdijk ·
Utrecht (Amsterdamsestraatweg 380 ·
Heuveloord ·
De Inktpot ·
Neckardreef ·
Spoorwegmuseum ·
Riouwstraat ·
Lauwerhof) ·
Vianen ·
Woerden ·
Woudenberg ·
Zeist